# ロベルト・ファリナッチ

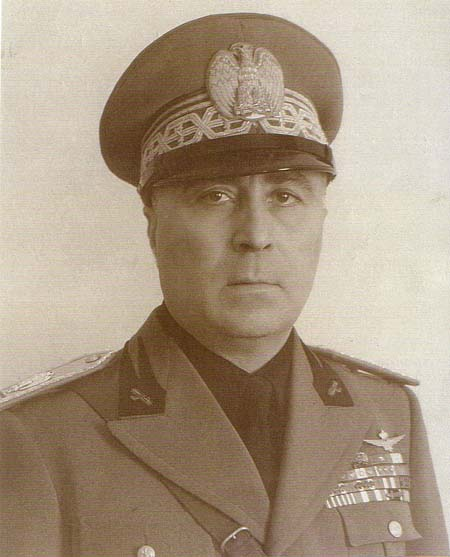
1940年、ロベルト・ファリナッチ

ロベルト・ファリナッチ（Roberto Farinacci、1892年10月16日 - 1945年4月28日）は、イタリア王国の政治家。ファシスト党の機関紙や新聞、雑誌など広報関係の責任者で反ユダヤ主義、親ナチス・ドイツのタカ派でムッソリーニに批判的だった。

## 略歴
モリーゼ州出身。幼少時に警察勤務の父に従って北部に移住し17歳でクレモナで電信技士として鉄道従業員になる。駅長に昇進し、第一次大戦中には従軍していたが鉄道員の特別兵役免除によって前線から呼び戻されている。戦後はイタリア戦闘者ファッシ設立に加わり、クレモナで暴力的なファシズム運動を展開し、地域のボスとなる。国会議員に当選しムッソリーニ政府成立後の1925年には、党書記長を務めたが、ファシズム体制の妥協を批判して強硬路線を主張したため翌年に解任された。以降も党を中心とする国家体制を提唱し国家の要職には就いていない。
第二次エチオピア戦争が近づくと飛行訓練を受け空軍のパイロットに志願した。これは第一次大戦時の名誉挽回もあった。しかし、飛行中隊に参加後の数週間で釣りで大怪我して右腕を失った。この真相は隠され演習中の事故と発表され「ファシストの英雄」扱いとなる。
以降、対外的にファシストの代表となり1937年にスペインに特使として派遣され枢軸国同盟の積極的に推進していく。1943年のファシズム大評議会のムッソリーニ解任（グランディ決議）に賛成したが、用済みとなり新政府に逮捕されかかったためドイツに亡命した。サロ共和国の首班に検討されたが、ムッソリーニを批判していたことをヒトラーが激怒したこともあって外された。クレモナにいたが連合軍が迫るとスイスにむかって車で逃亡しパルチザンに逮捕され銃殺された。遺体はミラノのロレート広場でムッソリーニたちとともに吊るされた。